# Rudolf Mirer

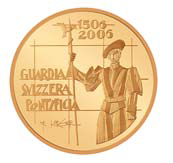
Gedenkmünze 500 Jahre Schweizergarde, gestaltet von Rudolf Mirer, 2006.

Rudolf Mirer (* 9. Juli 1937 in Chur; † 12. Januar 2025 in Obersaxen) war ein Schweizer Maler und Grafiker.

## Leben und Werk
Rudolf Mirer, heimatberechtigt in Obersaxen, wuchs als Sohn eines Lehrers in Vals GR auf. Er absolvierte eine Ausbildung zum Modezeichner an der Kunstgewerbeschule St. Gallen und arbeitete zeitweise in Winterthur. 1962 trat der junge Katholik in die Schweizergarde ein und befasste sich in Rom mit der Kunst der Renaissance und des Barocks. Ab 1964 wohnte und arbeitete er in Zernez im Engadin.
Er arbeitete fortan als Kunstmaler, Grafiker, Illustrator, Briefmarken- und Münzengestalter und Freskenmaler. Dabei entwickelte er einen unverwechselbaren, an die Technik des Holzschnitts erinnernden Malstil. Unter anderem schuf er ein Wandgemälde in der römisch-katholischen Pfarrkirche San Antoni in Zernez. In den 1990er-Jahren kehrte er in seine Heimat Obersaxen zurück, wo sein Bruder Thomas Mirer eine Kunstgalerie führt.